# Биполярные клетки сетчатки

Слои сетчатки
RPE — пигментный эпителий сетчатки
OS — наружный сегмент фоторецепторов
IS — внутренний сегмент фоторецепторов
ONL — внешний ядерный слой
OPL — внешний сплетениевидный слой
INL — внутренний ядерный слой
IPL — внутренний сплетениевидный слой
GC — ганглионарный слой
BM — мембрана Бруха
P — пигментные эпителиоциты
R — палочки
C — колбочки
Стрелка и пунктирная линия — внешняя пограничная мембрана
H — горизонтальные клетки
Bi — биполярные клетки
M — Клетки Мюллера
A — амакриновые клетки
G — ганглионарные клетки
Ax — аксоны

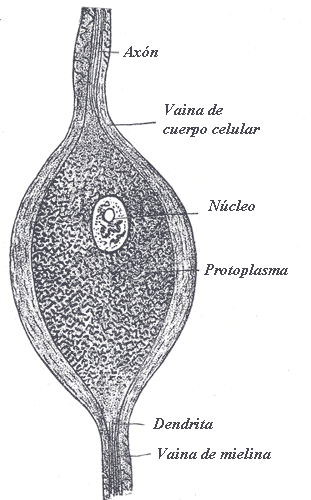
Биполярные клетки

Биполя́рная кле́тка сетча́тки, или биполя́рный нейро́н сетча́тки, — биполярная клетка зрительной системы, соединяющая через синапсы одну колбочку или несколько палочек зрительной системы с одной ганглионарной клеткой. Биполярные клетки палочек не образуют синапсов непосредственно с ганглионарными клетками; их синапсы находятся на амакриновых клетках типа А II.
Биполяры имеют небольшую длину: до нескольких сотен микрометров. Они занимают в сетчатке стратегическую позицию, поскольку все сигналы, возникающие в фоторецепторах и поступающие в ганглиозные клетки, должны пройти через эти клетки. У приматов палочки соединены с палочковыми биполярными клетками, а колбочки сочетаются с карликовыми и диффузными биполярами. Каждый карликовый биполяр контактирует только с одной колбочкой. Наибольшая плотность карликовых биполяров, как и колбочек, в центральной ямке. Ближе к периферии одна колбочка контактирует с несколькими диффузными биполярами. Диффузный биполяр объединяет примерно шесть колбочек, а палочковый биполяр соединен с одной-четырьмя палочками. Таким образом, за исключением центральной ямки, связи рецептор-биполяр характеризуются конвергенцией и дивергенцией. Карликовые ганглиозные клетки получают входы от карликовых биполяров, диффузные ганглиозные клетки собирают информацию от всех видов биполяров. В сетчатке человека несколько палочек присоединяются к одной биполярной клетке, а колбочки контактируют с биполярами в соотношении 1:1. В области центральной ямки каждая колбочка через биполяр соединена с одной ганглиозной клеткой. Такое сочетание обеспечивает более высокую остроту цветного зрения по сравнению с черно-белым.

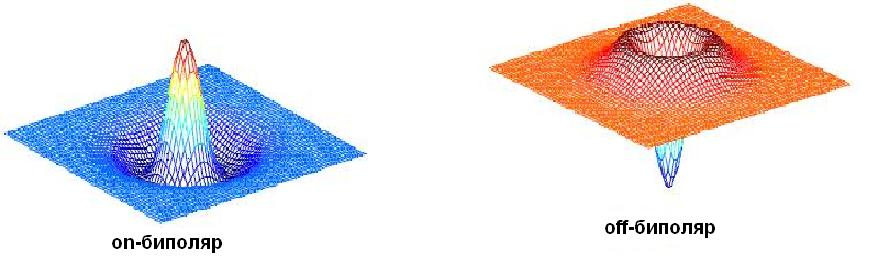
Реакции on-и off-биполяров на освещение сетчатки пятном света, попадающего в центр рецептивного поля

Кроме палочек и колбочек, биполяры также имеют связи с горизонтальными клетками. То есть биполяры прибегают как к прямому, так и косвенному пути передачи сенсорной информации в сетчатке. Рецептивные поля биполяров сложнее, чем у фоторецепторов, поскольку имеют центр и периферию. Эти данные были впервые получены Дж. Даулингом и Ф. Верблингом в Гарвардском университете. Рецептивные поля биполяров формируются за счёт их связей с фоторецепторами и горизонтальными клетками. Биполярная клетка посылает к фоторецепторам только один дендрит, который или образует синапс с колбочками, или расщепляется на веточки, которые синаптически контактируют с более чем одним рецептором.
Биполярные клетки бывают двух видов: on- и off-биполяры. Центр рецептивных полей on-биполяров в ответ на действие света реагирует деполяризацией, а периферия — гиперполяризацией. У off-биполяров центр рецептивного поля, в свою очередь, гиперполяризируется, а периферия — деполяризируется. Синапсы от фоторецепторов до off-биполяров — возбуждающие, а у биполяров с on-центром эти синапсы — тормозные.